# Robertson Davies
Pour les articles homonymes, voir Davies.
Robertson Davies, né le 28 août 1913 à Thamesville (en) (Ontario) et mort le 2 décembre 1995 à Toronto (Ontario), est un romancier, dramaturge, critique, journaliste et professeur canadien.

## Biographie

### Jeunesse
Davies grandit dans un milieu qui privilégiait la lecture et les livres. Son père, le sénateur William Rupert Davies (en), était propriétaire de journaux, et ses parents furent tous deux des lecteurs voraces. Pour sa part, le jeune Davies lisait tout ce qui lui tombait sous la main. Dans sa jeunesse, il participa également à des productions théâtrales — ce fut son premier contact avec le théâtre, qui l’intéressera toute sa vie.
Davies étudia au Upper Canada College à Toronto entre 1926 et 1932 et continua ses études à l'université Queen's à Kingston (Ontario) entre 1932 et 1935. À Queen's il suivit un programme spécial ne menant pas à l'obtention d'un diplôme. Il quitta ensuite le Canada pour étudier au Balliol College, à Oxford, où il obtint un baccalauréat en littérature en 1938. Sa thèse, Shakespeare's Boy Actors, fut publiée l'année suivante, et il commença une carrière comme comédien en province, toujours en Angleterre. En 1940 il se produisit avec la compagnie théâtrale Old Vic à Londres et réalisa du travail littéraire pour le directeur de cette compagnie. Il épousa cette même année l'Australienne Brenda Mathews (en), qu'il avait rencontrée à Oxford, et qui travaillait également à l'Old Vic.
Ses expériences de jeunesse fournirent à Davies des thèmes et de la matière qu'il allait utiliser à maintes reprises dans son œuvre, par exemple le thème du Canadien qui « retourne » en Angleterre pour parfaire son éducation, et également le théâtre.

### Les années 1940 et 1950
M. et Mme Davies retournèrent au Canada en 1940, où Davies accepta le poste de directeur littéraire à la revue Saturday Night Magazine (en). Deux années plus tard, il devint rédacteur en chef du journal Peterborough Examiner (en) dans la petite ville de Peterborough (Ontario), au nord-est Toronto. Encore une fois, ses expériences à Peterborough lui servirent plus tard comme matière première pour les personnages et intrigues de ses romans et pièces de théâtre.
Rédacteur en chef de l'Examiner de 1942 à 1955, puis éditeur du même journal de 1955 à 1965, il publia en tout 18 livres, écrivit des pièces de théâtre qu'il monta, ainsi que des articles pour des revues.
Par exemple, Davies énonça sa théorie du jeu théâtral dans son livre Shakespeare for Young Players (1947) et ensuite la mit en pratique en écrivant Eros at Breakfast, une pièce en un acte qui fut reconnue comme meilleure pièce canadienne de l'année par le 1948 Dominion Drama Festival (en).
Deux autres pièces suivirent Eros at Breakfast : Fortune, My Foe en 1949 et At My Heart's Core, une pièce en trois actes, en 1950. Pendant ce temps, Davies écrivait également des essais humoristiques dans le journal Examiner, les publiant sous le pseudonyme de « Samuel Marchbanks (en) ». Quelques-uns de ces essais parurent dans les collections The Diary of Samuel Marchbanks (en) (1947), The Table Talk of Samuel Marchbanks (en) (1949), et plus tard, Samuel Marchbanks' Almanack (en) (1967). (Une collection regroupant ces trois livres, avec de nouvelles annotations par l'auteur, vit le jour sous le titre The Papers of Samuel Marchbanks (en) en 1985.)
Pendant la même période, Davies participa activement au lancement du festival théâtral qui porte aujourd’hui le nom de Stratford Festival of Canada, siégeant au Conseil des gouverneurs et travaillant étroitement avec son directeur, Sir Tyrone Guthrie, avec qui Davies publiera trois livres sur les jeunes années du festival.
Davies affectionnait particulièrement le théâtre, et ses écrits humoristiques lui valurent un certain renom ; cependant, c'est dans le domaine du roman qu'il connut le plus grand succès. Ses trois premiers romans, que l'on appela plus tard La Trilogie de Salterton (en) furent Tempest-Tost (en) (1951), Leaven of Malice (en) (1954) (qui gagna le prix Stephen Leacock Award for Humour (en) donné à une œuvre humoristique), et A Mixture of Frailties (en) (1958).

### Les années 1960
En 1960, Davies intégra le personnel enseignant du University of Trinity College à l'Université de Toronto, où il restera et enseignera la littérature jusqu'en 1981. L'année suivante, il publia un recueil de textes sur la littérature, A Voice From the Attic (en), et se mérita la Médaille Lorne Pierce.
En 1963, il devint directeur du Massey College, le nouveau collège d'études supérieures de l'Université de Toronto. Pendant son temps au Massey College, il commença à écrire et raconter une histoire de fantômes chaque année lors des fêtes de Noël au collège. Ces contes furent plus tard recueillis dans High Spirits (1982).

### Les années 1970
Davies s'inspira de la psychologie de Jung pour créer ce qui devint peut-être son meilleur roman : Fifth Business (en) (1970), (publié en français sous deux titres différents : Cinquième emploi et L'objet du scandale). Pour l'écrire Davies puisa dans ses propres expériences, dans son intérêt pour la mythologie et la magie et dans son enfance passée dans une petite ville. Par exemple, les parents du narrateur du roman sont des immigrants au Canada, et son père dirige de journal local, ce qui reflétait la vie de l’auteur. Les personnages de ce roman se comportent selon les archétypes de Jung, en accord avec la conviction qu'avait Davies de la primauté du monde de l'esprit sur le monde concret.
Après le succès de Fifth Business, Davies écrivit The Manticore (en) (1972), (traduit en français deux fois : une fois sous le titre Le lion avait un visage d'homme ; et une fois sous le titre Le manticore), un roman qui évoque plus en détail la psychologie analytique de Jung. Ce roman valut à Davies le prix du Gouverneur général. Vint ensuite World of Wonders (en) (1975) (traduit en français sous le titre Le monde des merveilles). Plus tard, on baptisa ces trois romans la Trilogie de Deptford (en).

### Les années 1980 et 1990
Au début des années 1980, Davies prit sa retraite de l’Université. Sa retraite coïncidait avec la publication de son septième roman, The Rebel Angels (en) (1981), (traduit en français sous le titre Les anges rebelles), une satire de la vie universitaire. On donna à ce livre et aux deux qui le suivirent le surnom La Trilogie Cornish (en). Son roman suivant, What's Bred in the Bone (en) (1985), fut traduit sous le titre Un homme remarquable.
Même s’il avait pris sa retraite, Davies continua à travailler et à prendre sa place sur la scène littéraire. The Lyre of Orpheus (en) sortit en 1988; ce dernier roman de la Trilogie Cornish fut publié en français sous le nom La lyre d'Orphée. Ensuite parurent deux autres romans — Murther and Walking Spirits (en) (1991), ou Fantômes et Cie en version française, et The Cunning Man (en) (1994), ou Le maître des ruses. Davies avait longtemps rêvé d’écrire un opéra et ce rêve devint réalité quand il écrivit le libretto de The Golden Ass, basé sur Les Métamorphoses d'Apulée. La Canadian Opera Company monta l’opéra au Hummingbird Centre (en) à Toronto en avril 1999

## Prix et récompenses
- Gagnant du Dominion Drama Festival Award pour la meilleure pièce canadienne en 1948 pour Eros at Breakfast.
- Gagnant du Stephen Leacock Award for Humour (en) en 1955 pour Leaven of Malice (en).
- Lauréat de médaille Lorne Pierce en 1961.
- Lauréat du Prix du Gouverneur général : romans et nouvelles de langue anglaise en 1972 pour The Manticore (en).
- Candidat sélectionné pour le prix Booker en 1986 pour What's Bred in the Bone (en).
- Premier Canadien à devenir membre honoraire de l’Académie américaine des arts et des lettres.
- Compagnon de l’ordre du Canada.

## Œuvres

### En version française
Certaines œuvres de Robertson Davies ont été traduites en français dès les années 1970. Les éditions Pierre Tisseyre ont notamment publié quelques titres à cette époque, mais sans grand impact. Ce n'est que dans les années 1990, quand le nom de Robertson Davies circulait comme éventuel récipiendaire du prix Nobel de littérature, que l'édition française de ses romans prit de l'ampleur, surtout après son décès.

### Essais

#### Essais imaginaires
- The Diary of Samuel Marchbanks (en) (1947)
- The Table Talk of Samuel Marchbanks (en) (1949)
- Samuel Marchbanks' Almanack (en) (1967)
- The Papers of Samuel Marchbanks (en) (1985) (un recueil des trois livres de Marchbanks, avec des nouveaux commentaires faits de l’auteur)

#### Critique littéraire
- Shakespeare's Boy Actors (1939)
- Shakespeare for Young Players: A Junior Course (1942)
- Renown at Stratford (1953) (avec Tyrone Guthrie)
- Twice Have the Trumpets Sounded (1954) (avec Tyrone Guthrie)
- Thrice the Brindled Cat Hath Mew'd (1955)  (avec Tyrone Guthrie)
- A Voice From the Attic (en) (1960)
- A Feast of Stephen (1970)
- Stephen Leacock (1970)
- One Half of Robertson Davies (1977)
- The Enthusiasms of Robertson Davies (1979) (sélectionnées par Judith Skelton Grant (en))
- Well-Tempered Critic (1981)
- The Mirror of Nature (1983)
- Reading and Writing (1993) (deux essais, aussi publiés dans The Merry Heart) (Lire et écrire, traduit de l'anglais par Dominique Issenhuth.)
- The Merry Heart (1996)
- Happy Alchemy (en) (1997) (sélectionnés par Jennifer Surridge et Brenda Davies (en))

### Romans
- La Trilogie de Salterton (en)
  - Tempest-Tost (en) (1951)
  - Leaven of Malice (en) (1954) (Un heureux canular, traduit en français par Colette Tonge.)
  - A Mixture of Frailties (en) (1958)
- La Trilogie de Deptford (en)
  - Fifth Business (en) (1970) (publié en français sous deux titres différents : Cinquième emploi et L'objet du scandale, traduit de l'anglais par Arlette Francière.)
  - The Manticore (en) (1972) (traduit en français deux fois : Le lion avait un visage d'homme, traduit de l'anglais par Claire Martin et Le manticore, traduit de l'anglais par Lisa Rosenbaum.)
  - World of Wonders (en) (1975) (Le monde des merveilles, traduit de l'anglais par Lisa Rosenbaum.)
- La Trilogie des Cornish (en)
  - The Rebel Angels (en) (1981) (Les anges rebelles, traduit de l'anglais par Lisa Rosenbaum.)
  - What's Bred in the Bone (en) (1985) (Un homme remarquable, traduit de l'anglais par Lisa Rosenbaum.)
  - The Lyre of Orpheus (en) (1988) (La lyre d'Orphée, traduit de l'anglais par Lisa Rosenbaum.)
- La «Trilogie de Toronto» (en) (La dernière trilogie; inachevée)
  - Murther and Walking Spirits (en) (1991) (Fantômes et Cie, traduit de l'anglais par Lisa Rosenbaum et Hélène Misserly.)
  - The Cunning Man (en) (1994) (Le maître des ruses, traduit de l'anglais par Hélène Misserly.)

### Nouvelles
- High Spirits (1982)

### Théâtre
- Overlaid (1948)
- Fortune My Foe (1949)
- Eros at Breakfast (1949)
- At My Heart's Core (1950)
- A Masque of Aesop (1952)
- A Jig for the Gypsy (1955)
- A Masque of Mr. Punch (1963)
- Question Time (1975)
- Brothers in the Black Art (1981)
- Hunting Stuart (1994)
- The Voice of the people (1994)

### Libretti
- Jezebel (1993)
- The Golden Ass (1999)

### Lettres
- For Your Eye Alone (en) (2000) (sélectionnées par Judith Skelton Grant (en))
- Discoveries (2002) (sélectionnées par Judith Skelton Grant (en))

### Citations
- The Quotable Robertson Davies: The Wit and Wisdom of the Master (2005) (Sélectionnées by James Channing Shaw)